# Cylindrepomus rufofemoratus
Cylindrepomus rufofemoratus är en skalbaggsart som beskrevs av Stefan von Breuning 1947. Cylindrepomus rufofemoratus ingår i släktet Cylindrepomus och familjen långhorningar.
Artens utbredningsområde är Filippinerna. Inga underarter finns listade i Catalogue of Life.